# Wino (Madaba)
Wino ist ein Verwaltungsbezirk (Ward) des Distrikts Madaba in der tansanischen Region Ruvuma.

## Geografie
Wino liegt im Südwesten von Tansania etwa 100 Kilometer Luftlinie nordnordwestlich der Regionshauptstadt Songea. Das Gebiet ist gebirgig mit Tälern bei knapp 1000 Metern Seehöhe und Erhebungen bis zu 1500 Metern. Der Bezirk grenzt im Norden an Kifanya, Ihanga, Idamba und Mfriga, im Nordosten an Matumbi, im Südosten an Mkongotema, im Süden an Lituta, im Südwesten an Mahanje und im Westen an Matetereka. Bei der Volkszählung 2022 lebten 8870 Menschen in 2369 Haushalten auf einer Fläche von 458 Quadratkilometern.

## Gliederung
Der Bezirk besteht aus drei Gemeinden (Mtaa) mit 27 Orten (Kitongoji):
| Wino - Wino Kati - Iganga A - Iganga B - Mapinduzi A - Mapinduzi B - Sisi Kwa Sisi - Kibaoni - Ujagaja - Amani | Igawisenga - Mjimwema - Kangale - Myangayanga - Mlingotini - Mkabali | Lilondo - King'wale - Huduma - Msekenalo - Midenge - Tuliani A - Mkelema - Ihwadiko - Mlimani - Madamba A - Mtegomiwili - Mtumbika - Tuliani B - Madamba B |

## Infrastruktur
- Bildung: In Wino gibt es zwei weiterführende Schulen.[7] Die Wino Secondary School ist eine staatliche koedukative Schule,[8] die St. Monica Wino Girls Secondary School eine von der römisch-katholischen Kirche geleitete Mädchenschule.[9] Beide bieten eine Ausbildung bis zur 4. Stufe an.
- Gesundheit: In den drei Gemeinden Wino, Igawisenga und Lilondo gibt es je eine staatliche Apotheke.[10][11][12]
- Verkehr: Die asphaltierte Nationalstraße T6 von Songea nach Njombe verläuft durch den Bezirk.[13]

## Sonstiges
- Waldreservat: Das Wino Waldreservat wurde 2010 in einer Größe von 2259 Hektar eingerichtet und 2014 und 2016 auf die Gebiete Mkongotema und Ifinga auf insgesamt 39.718 Hektar erweitert.[14]
- Ujamaa: In Wino wurde 1962 eine der ersten Genossenschaften nach den Plänen des ersten Präsidenten Julius Nyerere gegründet.[15]